# Congrès des nationalistes ukrainiens
Le Congrès des nationalistes ukrainiens (en ukrainien Конгрес українських націоналістів (Kongres ukrajins'kych natsionalistiv), abrégé en KUN) est un parti politique ukrainien qui a fait partie de l'Alliance pour l'Europe des nations. Lors des élections parlementaires de 2002, il faisait partie de l'alliance électorale de Viktor Iouchtchenko, le Bloc Viktor Iouchtchenko « Notre Ukraine ». Son leader fut Oleksi Ivtchenko, qui était le P-DG de Naftogaz Ukrainy, jusqu'en décembre 2010. Lors des élections de 2006, il faisait toujours partie de l'alliance Notre Ukraine (qui a remporté 72 des 450 sièges).

## Idéologie
Le parti soutient le nationalisme démocratique et un État-nation fort et indépendant de la Russie.
Le parti observe que lors de l'élection présidentielle française de 2007, les électeurs n'ont eu le choix qu’entre « le sioniste Sarkozy et la socialiste Royal », faute de « représentant de la nation de souche. »
Cependant, récemment, sur le site Web officiel, le parti semble exprimer son soutien au sionisme et à Israël (bien que ce ne soit pas le gouvernement israélien, mais les poursuites engagées contre Demjanjuk) et considère Vladimir Jabotinsky comme un héros, et il contient des articles de Moysey Fishbein. ainsi que quelques autres articles, bien que le parti défende le criminel de guerre John Demjanjuk; qui ils croient est accusé à tort.

### Objectifs
La politique ukrainienne vise à renforcer les valeurs nationales au sein de la société en promouvant les droits politiques, sociaux et culturels de la nation. Il est essentiel de placer au pouvoir des professionnels hautement qualifiés et patriotes pour guider ce processus. Par ailleurs, il s'agit de surmonter les conséquences du passé colonial, telles que le cosmopolitisme (terme péjoratif utilisé par Joseph Staline pour désigner les Juifs durant sa campagne antisémite de 1949 à 1953), la russification de masse, et la dévalorisation de diverses cultures. Un autre objectif est d'assurer un développement complet et politiquement libre, permettant à la nation ukrainienne d’exprimer pleinement ses forces créatrices et spirituelles. L'ambition est de placer l'Ukraine parmi les nations éprises de liberté, reconnue comme un acteur pleinement valorisé de l'histoire. Enfin, il est prévu de supprimer les « vestiges visuels » de l'Union soviétique en Ukraine, notamment en déboulonnant les monuments dédiés à Vladimir Ilitch Lénine.

## Résultats électoraux

### Élections locales
| Année | %    | Élus       | Rang |
| ----- | ---- | ---------- | ---- |
| 2020  | 0,03 | 13 / 42501 |      |